# Lijst van politieke partijen in Ierland
De lijst van politieke partijen in Ierland is een historisch overzicht van politieke partijen die in het heden of het verleden actief zijn geweest in de Ierse politiek, op zowel nationaal als lokaal niveau.

## Landelijke partijen

### Nationaal vertegenwoordigd
| Partij           | Jaar van oprichting | Voortgekomen uit | Ideologie                            | Richting      | Partijleider      |
| ---------------- | ------------------- | ---------------- | ------------------------------------ | ------------- | ----------------- |
| Sinn Féin        | 1905                |                  | Iers republicanismeLinksnationalisme | Links         | Mary Lou McDonald |
| Fianna Fáil      | 1926                | Sinn Féin        | Iers republicanisme                  | Centrumrechts | Micheál Martin    |
| Fine Gael        | 1933                | Sinn Féin        |                                      | Centrumrechts | Leo Varadkar      |
| Green Party      | 1981                |                  | Groene politiek                      | Centrumlinks  | Eamon Ryan        |
| Labour Party     | 1912                |                  | Sociaaldemocratie                    | Centrumlinks  | Ivana Bacik       |
| Social Democrats | 2015                |                  | Sociaaldemocratie                    | Centrumlinks  | Holly Cairns      |
| Aontú            | 2019                | Sinn Féin        | Pro-lifeIers republicanisme          |               | Peadar Tóibín     |

### Niet vertegenwoordigd
| Partij                           | Jaar van oprichting | Voortgekomen uit                                     | Ideologie                                       | Richting      | Partijleider   |
| -------------------------------- | ------------------- | ---------------------------------------------------- | ----------------------------------------------- | ------------- | -------------- |
| Fís Nua                          | 2010                |                                                      | Groene politiek                                 | Links         | geen           |
| National Party                   | 2016                |                                                      | NationalismePro-lifeEuroscepticisme             | Extreemrechts | Justin Barrett |
| Irish Freedom Party              | 2018                |                                                      | Euroscepticisme                                 | Extreemrechts | Hermann Kelly  |
| Party for Animal Welfare         | 2018                |                                                      | Dierenrechten                                   |               |                |
| Communist Party of Ireland       | 1970                |                                                      | CommunismeMarxisme-leninisme                    | Extreemlinks  |                |
| The Workers' Party               | 1970                |                                                      | CommunismeMarxisme-leninismeIers republicanisme | Extreemlinks  |                |
| Irish Republican Socialist Party | 1974                | The Workers' Party                                   | Marxisme-leninismeIers republicanisme           | Extreemlinks  | Ard Chomhairle |
| Saoradh                          | 2016                | Republican Sinn FéinIrish Republican Socialist Party | Iers republicanisme                             | Extreemlinks  |                |